# Plus-value (marxisme)
La plus-value (ou parfois survaleur) est un concept forgé par Pierre-Joseph Proudhon, puis repris et développé par Karl Marx dans sa critique de l'économie politique et de l'exploitation capitaliste, et ensuite détaillé dans Le Capital. Karl Marx reprend et complète la théorie de la valeur des économistes classiques (Adam Smith, David Ricardo, etc.), et développe l'idée que la source de la valeur d’échange d’une marchandise est la quantité de travail (socialement nécessaire) qui y est incorporée.
Dans la théorie de la valeur de Marx, la plus-value a une signification précise : c’est la différence entre la quantité de valeur ajoutée par le travailleur à la marchandise initiale et la valeur de la force de travail nécessaire (le travail lui-même étant « incommensurable » au sens de non-marchandisable puisque le travail, c'est l'individu, un être vivant, pensant, et non une marchandise).
La question de l'explication de la source de plus-value est exprimée par Friedrich Engels comme suit (dans l'Anti-Dühring) :

« Quelle est l'origine de cette plus-value ? Elle ne peut ni venir du fait que l'acheteur a acheté les marchandises au-dessous de la valeur, ni du fait que le vendeur les a revendues au-dessus de la valeur. Car, dans les deux cas, les gains et les pertes de chaque individu se compensent, puisque chacun est tour à tour acheteur et vendeur. Elle ne peut provenir non plus du dol [tromperie], puisque le dol peut sans doute enrichir l'un aux dépens de l'autre, mais il ne peut pas augmenter la somme totale possédée par l'un et l'autre, non plus, par conséquent, que la somme des valeurs circulantes en général »

— Anti-Dühring.
Marx lui-même considère le lien entre profit, intérêt, rente et plus-value, et celui entre plus-value et surtravail comme l'une de ses plus grandes conquêtes théoriques.

## Travail nécessaire et surtravail
Dans le mode de production capitaliste, le temps de travail du prolétaire se divise en temps de travail nécessaire et temps de surtravail.
Le travail nécessaire est le travail que le travailleur effectue pour assurer la production et la reproduction de sa propre force de travail, c'est-à-dire le travail qu'il lui faut fournir pour satisfaire ses besoins et se reproduire.
Le surtravail est le travail accompli au-delà du temps de travail nécessaire, donc effectué gratuitement pour le compte du détenteur du capital qui achète la force de travail. Lénine écrit à ce sujet : 

« Le salarié vend sa force de travail au propriétaire de la terre, des usines, des instruments de production. L'ouvrier emploie une partie de la journée de travail à couvrir les frais de son entretien et de celui de sa famille (le salaire) ; l'autre partie, à travailler gratuitement, en créant pour le capitaliste la « plus-value », source de profit, source de richesse pour la classe capitaliste. »

Selon la théorie de la valeur travail, le travail humain est la seule source de nouvelle valeur d’échange, mais il est aussi indispensable pour la conservation et le transfert de la valeur.
Le travail vivant, à un certain niveau de productivité, est capable de créer et transférer plus de valeur qu’il ne lui en faut pour vivre ; c’est la raison pour laquelle l’employeur achète la force de travail, afin d’augmenter la valeur du capital. Le propriétaire des moyens de productions achète la force de travail à une certaine valeur, inférieure à la valeur du travail total effectué.
Le surtravail est donc du travail non payé accaparé par le détenteur des moyens de production sous forme de temps de travail et de produit. La fonction du travail productif est seulement, pour le capitaliste, de transférer la valeur du capital constant au produit final, et lui ajouter de la valeur.

## Capital constant et capital variable
Le capital constant est la valeur des moyens de production (bâtiments, machines, matières premières, etc.).
Le capital variable est la valeur de la force de travail mise en jeu dans la production.
La somme du capital constant (C) et du capital variable (V) est égale au capital total avancé pour la production (K).
{\displaystyle K=C+V}

## Définition de la plus-value
La plus-value est la valeur du surtravail, c’est-à-dire du travail non payé accompli par le travailleur pour le capitaliste, ce qui est la base de l'accumulation du capital. Cette valeur est égale à la quantité de travail moyen incorporé dans le surproduit, le surproduit étant la composante du produit résultant de la période de surtravail.
Si w est la valeur d’un produit, on a :
{\displaystyle w=c+l=c+v+s}
où {\displaystyle v} est la valeur de la force de travail nécessaire qui revient au travailleur ; {\displaystyle s} la plus-value ; {\displaystyle l} la quantité totale de valeur ajoutée à l’objet du travail pendant la production. La valeur {\displaystyle c}, qui correspond à la consommation de capital constant pendant l’unité de temps considérée, n’est que transférée pendant le processus. Elle contient la dépréciation des moyens de production (machines, bâtiments, etc.) ainsi que la valeur des produits de base consommés (matières premières, combustible, composants, etc.).
Une partie de la plus-value est consommée ou thésaurisée par la bourgeoisie. Une autre est réinvestie dans le processus de valorisation, ce qui constitue l’accumulation du capital.

## Partage de la plus-value
La plus-value, une fois extraite du surtravail, est ensuite partagée entre les différents acteurs du capital.

« La plus-value, c'est-à-dire la partie de la valeur totale des marchandises dans laquelle est incorporé le surtravail, le travail impayé de l'ouvrier, je l'appelle le profit. Le profit n'est pas empoché tout entier par l'employeur capitaliste. Le monopole de la terre met le propriétaire foncier en mesure de s'approprier une partie de la plus-value sous le nom de rente, que la terre soit employée à l'agriculture, à des bâtiments, à des chemins de fer ou à toute autre fin productive. D'autre part, le fait même que la possession des instruments de travail donne à l'employeur capitaliste la possibilité de produire une plus-value ou, ce qui revient au même, de s'approprier une certaine quantité de travail impayé, permet au possesseur des moyens de travail qui les prête en entier ou en partie à l'employeur capitaliste, en un mot, au capitaliste prêteur d'argent, de réclamer pour lui-même à titre d'intérêt une autre partie de cette plus-value, de sorte qu'il ne reste à l'employeur capitaliste comme tel que ce que l'on appelle le profit industriel ou commercial. »

— Karl Marx ,  Salaires, prix et profits 
De même, les taxes prélevées par l’État (directes ou indirectes, sur les profits ou sur les salaires) sont prélevées sur la plus-value. Ainsi, la plus-value est répartie en :
- rente pour le propriétaire foncier
- intérêt pour le banquier
- impôt pour l'état
- profit industriel & commercial

## Taux de plus-value
Le taux de plus-value est défini par Marx comme le volume de plus-value produit par la force de travail divisé par le capital variable (coût du travail) dépensé pour la produire.
Donc si v est le capital variable et s la plus-value, le taux de plus-value est :
{\displaystyle r=s/v}
C’est le rapport entre la valeur du travail non payé divisé par la valeur du travail payé, exprimées en unités monétaires.
Ce taux de plus-value est aussi égal à la valeur du surproduit divisé par la valeur de la partie du produit correspondant au travail nécessaire.
De même on peut définir un taux d’exploitation qui est égal au temps de surtravail divisé par le temps de travail nécessaire.
Les taux de plus-value et d’exploitation sont égaux.
Attention cependant, il y a une ambiguïté : si chez Marx plus-value et profit sont synonymes, il n'en va pas de même du taux de plus-value (r) et du taux de profit (Tp), ce dernier tenant compte du capital constant en plus du capital variable (C + V). Ainsi, pour plus de clarté, on préférera l'acception "taux d'exploitation" à "taux de plus-value", d'autant que le terme exploitation implique la partie humaine du capital, c'est-à-dire V.

## Plus-value absolue et relative
Dans le Capital, Marx distingue deux manières d'augmenter la plus-value.

« J'appelle survaleur absolue la survaleur produite par allongement de la journée de travail ; et survaleur relative la survaleur issue du raccourcissement du temps de travail nécessaire et d'un changement corrélatif dans le rapport quantitatif des deux composantes de la journée de travail. »

— Karl Marx, Le Capital, livre I, chap. X : « Le Concept de survaleur relative » (trad. de la 4e édition allemande sous la responsabilité de J.-P. Lefebvre)
Le surtravail est la différence entre le temps de travail effectué et le temps de travail nécessaire à la reproduction de la force de travail. Il existe donc deux manières d'augmenter le surtravail et par là, la plus-value.
D'une part, on peut augmenter le temps de travail effectué. On parle alors de plus-value absolue car elle passe par une extension de la grandeur absolue du temps de travail. Elle est décrite par Marx dans la troisième section du livre I du Capital. La méthode la plus classique dans la première moitié du XIXe siècle est le prolongement de la journée de travail. La durée du travail nécessaire reste la même, seule la durée de surtravail augmente.
D'autre part, on peut diminuer le temps de travail nécessaire à la reproduction de la force de travail. On parle alors de plus-value relative car la durée de travail ne change pas, c'est le rapport entre-temps de travail nécessaire et temps de surtravail qui change. Elle est décrite par Marx dans la quatrième section du livre I du Capital. La maximisation de la plus-value relative consiste à diminuer le temps de travail nécessaire à la production des moyens de subsistance des travailleurs, et donc à augmenter la productivité du travail dans les branches qui produisent les moyens de subsistance des travailleurs. La maximisation de la plus-value relative demande donc de modifier le procès de travail :

« Alors que dans le cas de la production de survaleur sous la forme considérée jusqu'à présent [survaleur absolue], le mode de production était supposé donné, il n'est nullement suffisant, pour la production de survaleur par transformation de travail nécessaire en surtravail [survaleur relative], que le capital s'empare simplement du procès de travail dans la configuration qu'en lègue l'histoire, ou qu'il a hic et nunc, et se contente d'allonger sa durée. Il faut qu'il bouleverse les conditions techniques et sociales du procès de travail, donc le mode de production proprement dit, afin d'augmenter la force productive du travail, de faire baisser la valeur de la force de travail par cette augmentation de la force productive du travail et de raccourcir ainsi la part de la journée de travail nécessaire à la reproduction de cette valeur. »

— Karl Marx, Ibid.

## Un autre type de plus-value: la plus-value extra
Avec la plus-value absolue et la plus-value relative, s'ajoute également un troisième genre de plus-value : "la plus-value extra" (ou "différentielle", ou "survaleur supplémentaire"). La plus-value extra est obtenue dès lors qu'un capitaliste effectue, via des innovations, des gains de productivité lui permettant de produire les mêmes biens mais en moins de temps que ses autres concurrents. Les capitalistes baissent la valeur individuelle des marchandises produites dans leurs entreprises, par rapport à la valeur sociale (de l'ensemble de la société) vis-à-vis de ces mêmes marchandises. Cependant, cette forme d'extraction de plus-value (survaleur) ne peut qu'être temporaire, puisque les autres capitalistes, un jour ou l'autre, vont introduire des techniques nouvelles pour aussi améliorer leurs gains et leur profits. Si un capitaliste n'a donc pas un capital suffisant, son entreprise risque de s'écrouler à cause de la compétition économique.

La plus-value extra, en disparaissant dans une entreprise, pourra apparaitre dans une autre où sont ajoutées des nouvelles machines encore plus améliorées, et ainsi de suite.
« Le capitaliste qui emploie le mode de production perfectionné s'approprie par conséquent sous forme de surtravail une plus grande partie de la journée de l'ouvrier que ses concurrents. Il fait pour son compte particulier ce que le capital fait en grand et en général dans la production de la plus-value relative. Mais d'autre part, cette plus-value extra disparaît dès que le nouveau mode de production se généralise et qu'en même temps s'évanouit la différence entre la valeur individuelle et la valeur sociale des marchandises produites à meilleur marché. »
-Karl Marx, Le Capital, Livre 1, Section IV.
Ainsi, un capitaliste individuellement sait le profit qu’il peut prendre via les innovations techniques. Selon Marx, le capitalisme est donc un système incitant à bouleverser en permanence les techniques de production. De plus, le capitalisme ne se définit donc pas simplement par la lutte des classes, mais se définit également par la lutte intensive des capitalistes entre eux.

## Antagonisme des classes sociales et (sur)valeur
L'extraction de la plus-value par la bourgeoisie d’une part, et la résistance du prolétariat à cette exploitation d’autre part, sont, selon le marxisme, au cœur de l'antagonisme entre ces classes sociales, parfois latent ou caché, parfois s’exprimant dans un conflit ouvert. Cet antagonisme se manifeste sur le terrain économique (revendications salariales, grèves, etc.) et sur le terrain politique (luttes pour la réduction du temps de travail, lutte pour le pouvoir politique, révolution, etc.) : c’est la lutte des classes. Ainsi, l'objectif politique communiste et anticapitaliste, selon les marxistes, est l'abolition de l'antagonisme de classes, des inégalités sociales et de la plus-value capitaliste.

### L'objectif d'abolition de la valeur et de la survaleur sous le socialisme
Selon Karl Marx, la lutte communiste doit abolir la valeur et la survaleur (ou plus-value) : 
A l'intérieur de la société coopérative, fondée sur la propriété commune des moyens de production [communisme], les producteurs n'échangent pas leurs produits; le travail nécessaire n'apparaît pas davantage comme valeur de ces produits et ce n'est pas, non plus, une particularité de ces mêmes produits.
Lorsque les classes sociales seront abolies sous le communisme, Friedrich Engels dit dans l'Anti-Dühring que : « Les gens régleront tout très simplement sans intervention de la fameuse “valeur” [...]. C'est pourquoi la forme de valeur des produits contient déjà en germe toute la forme capitaliste de production, l'antagonisme entre capitaliste et salarié, l'armée industrielle de réserve, les crises. »

## Réception du concept
Selon Lénine, « la théorie de la plus-value constitue la pierre angulaire de la théorie économique de Marx ».

### Sources
- Capital et profit. Cahiers XVI-XVII des manuscrits de 1861-63
- Theories of Surplus-Value (1863) (en anglais)
- Value, Price and Profit (1865) (en anglais)
- Le Capital, Volume 1